# Calliopsis linsleyi
Calliopsis linsleyi är en biart som först beskrevs av Rozen 1958.  Calliopsis linsleyi ingår i släktet Calliopsis och familjen grävbin. Inga underarter finns listade.